# 蠔卡
蠔卡（英語：Oyster Card）是大倫敦地區交通用的電子收費系統，首於2003年發行。Oyster是英語“牡蠣”的意思。
牡蠣卡的卡片大小和信用卡相同，內部嵌入RFID晶片，可以儲值倫敦交通局涵蓋運輸系統的預付儲值金（pre-pay）、單日或多日旅遊票（Travelcard）、公車票（Bus Pass）及。使用時將卡片放在黃色的圓形感應器上即能通過。
蠔卡有望成為一套完備的、適用於不止交通系統的電子貨幣。负责开发蠔卡系统的伦敦交通局曾计划把该卡的应用扩张至日常消费上，但计划已在2006年初搁置。蠔卡於2006年8月被英國《星期日獨立報》列為「21世紀50大發明」之一。
截至2007年3月，蠔卡的發行量已超過一千萬張，蠔卡使用率已達80%。英國十分之一的非接觸式卡片支付是在倫敦交通局的支付。

## 命名
蠔卡的命名根據當時（Saatchi & Saatchi）公司邀請的顧問Andrew McCrum的說法有多重涵意。其中牡蠣堅硬的外殼象徵蠔卡的資料安全防護，內含的珍珠更有曖曖內含光的價值感。倫敦泰晤士河過往亦為牡蠣生態豐富，此名可彰顯當地文化。此外英國有「世界是我的牡蠣」一俚語（the world is my oyster），出自大文豪威廉·莎士比亚之名言，鼓勵人積極向前，探索更多的機會，享受世界。此典故也被當做為蠔卡命名的寓意。

## 收費

觸碰即走方式圖解

在倫敦的地鐵、輕軌和火車，使用牡蠣卡的費用比現金購票還要便宜，以鼓勵市民轉用。2014年，倫敦的巴士全面無現金化，只能使用牡蠣卡或感應式信用卡搭乘。
以地鐵為例，一張由1區到6區的單程車票，用現金購票是£6.30，使用牡蠣卡費用為£3.50。不過在繁忙時間（早上6點半到9點半,下午4點到7點），收費只減到£5.50。
2005年2月27日，牡蠣卡推出「車資上限」（Price Cap）政策，當日車資達到上限後的交通都不再扣款。2024年牡蠣卡1區到2區單日上限是£8.50，一週（以星期一到星期日計算）上限為£42.70。

## 問題
每張蠔卡都印有獨特的標記號碼，這導致部份人士擔心個人隱私的問題。
蠔卡也曾經發生過重大的系統失靈。2005年3月10日的早上繁忙時間，蠔卡的軟體系統失靈，導致全倫敦市民當天早上只要聲稱會用蠔卡預付費，就可以免費使用所有交通設施。

## 外部連結
- Visitor Oyster card
- 什麼是蠔卡?
- 取得蠔卡? （页面存档备份，存于）
- 取得蠔卡 （页面存档备份，存于）